# Huntleya citrina
Huntleya citrina là một loài lan mọc ở miền tây Colombia và Ecuador.

## Hình ảnh

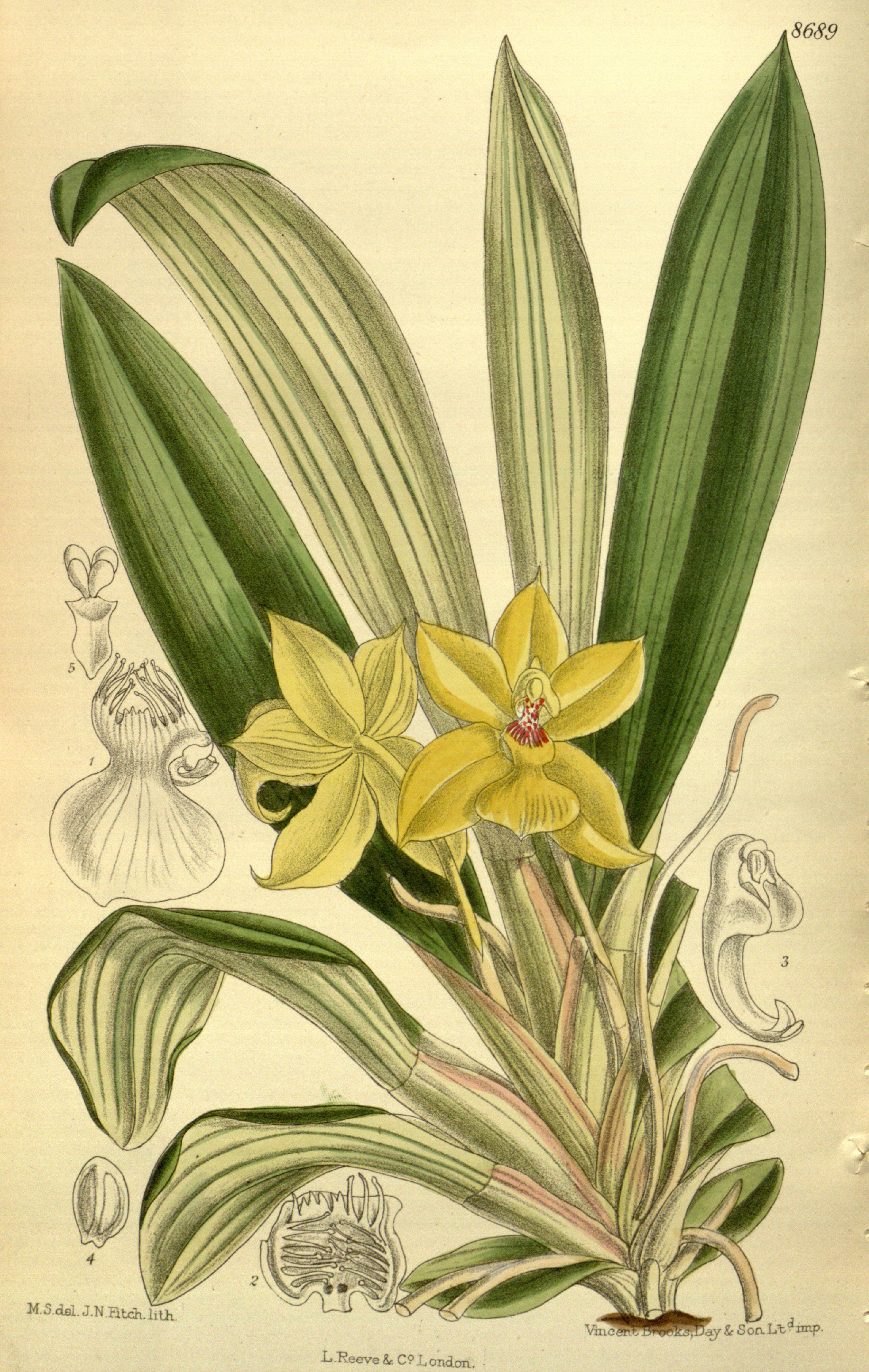
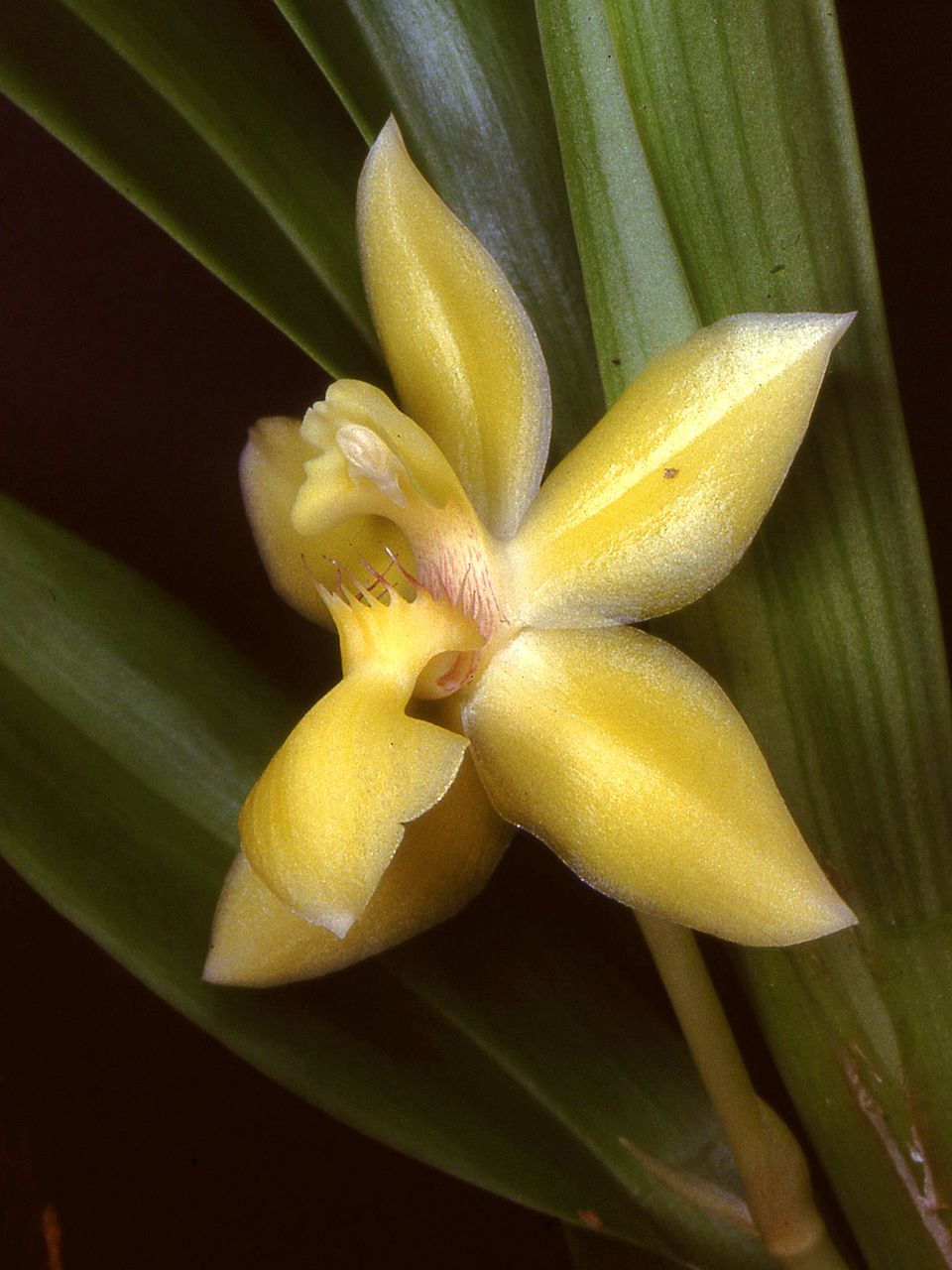
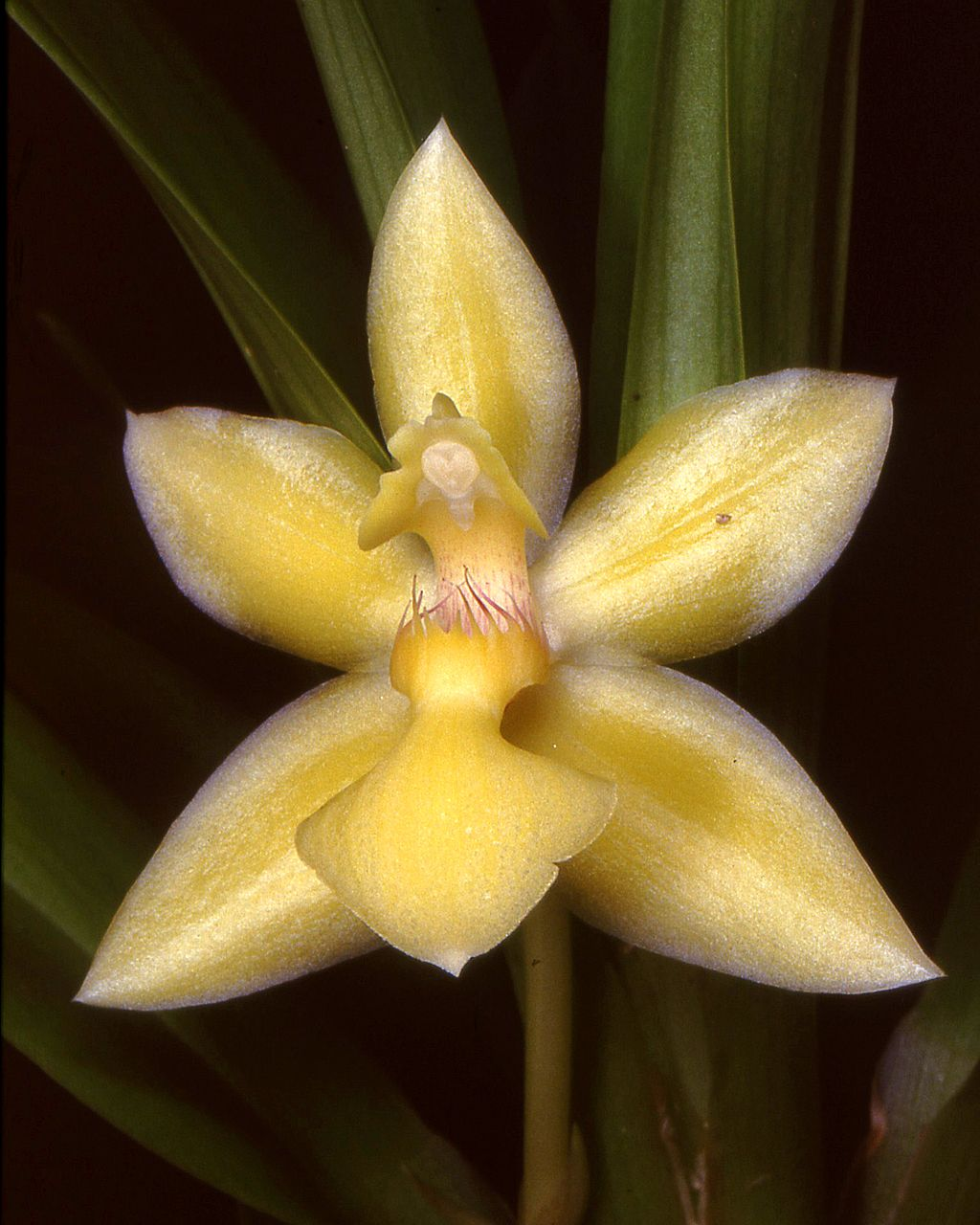
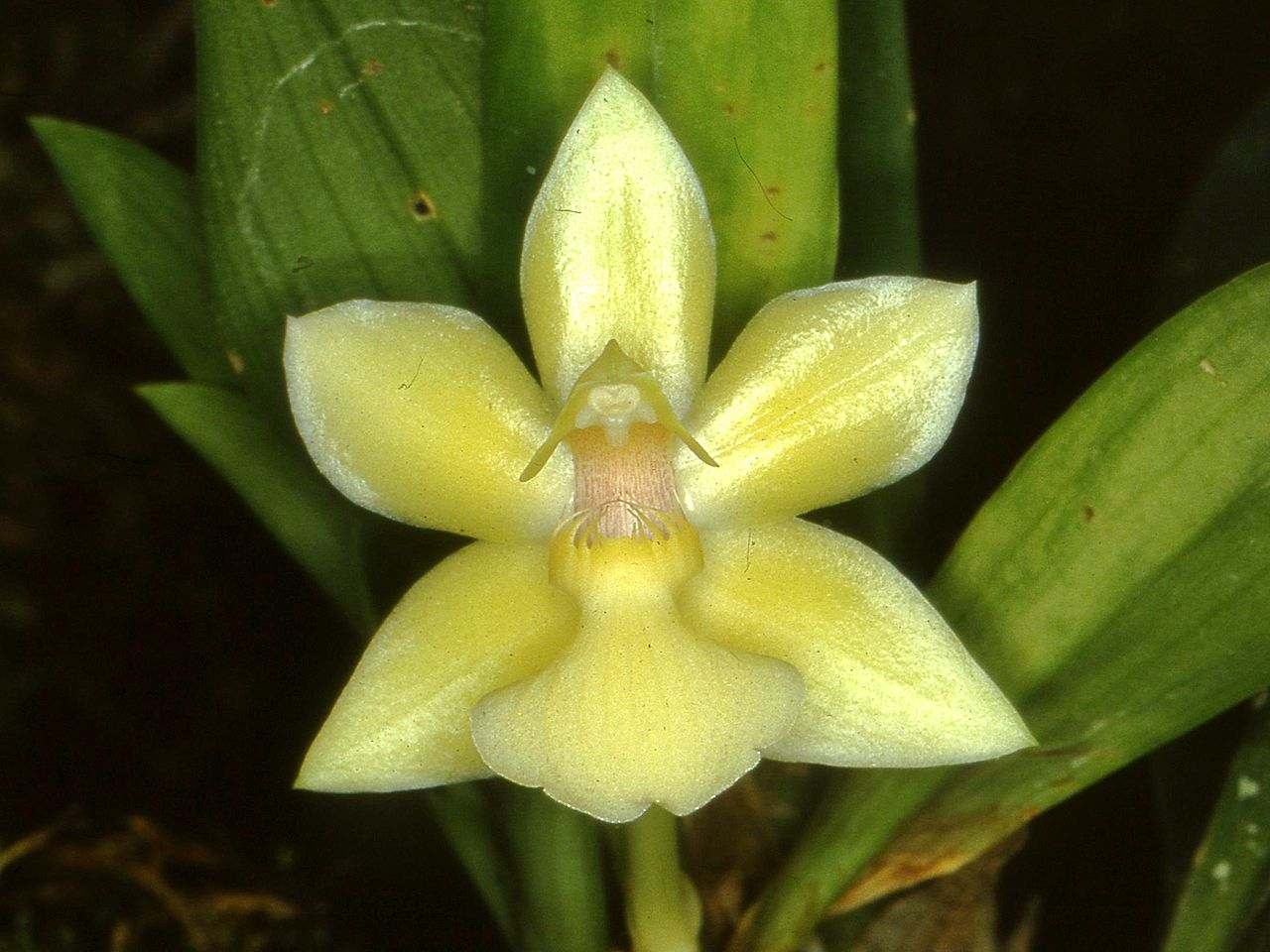